# Gabi Zange
Gabi Zange, geborene Schönbrunn (* 1. Juni 1961 in Crimmitschau), ist eine ehemalige deutsche Eisschnellläuferin, die in den 1980er Jahren zur Weltspitze auf den Langstrecken über 3000 und 5000 Meter gehörte. Sie gewann für die DDR drei Bronzemedaillen bei Olympischen Winterspielen: 1984 im 3000-Meter-Lauf (unter ihrem Geburtsnamen Gabi Schönbrunn) und 1988 sowohl im 3000-, als auch im 5000-Meter-Lauf.

## Leben
In die internationale Spitze trat die 8. der Junioren-WM 1980 mit einem Weltrekord im 3000-Meter-Lauf (4:21,70 min), erzielt 1981 auf der damals weltschnellsten Freiluftbahn Medeo bei Alma-Ata (Kasachstan, damals UdSSR), sowie dem Europameisterschaftssieg auf dieser Strecke ein. Im weiteren Verlauf ihrer Sportlerkarriere musste sie sich mit der Dominanz der besten Allroundläuferin Karin Enke und der besten Langstreckenspezialistin Andrea Schöne abfinden. In deren Abwesenheit wurde sie 1984 Europameisterin – eine Gelegenheit, die sie mit zwei Weltrekorden (über 5000 m und im Vierkampf) auskostete. In ihrer Laufbahn brachte sie es auf insgesamt 15 Medaillenränge bei internationalen Höhepunkten. Sie stellte vier Weltrekorde auf den Langstrecken und im Mehrkampf auf, ihren letzten im Dezember 1987 im 3000-Meter-Lauf (4:16,76 min) beim Weltcuprennen in Calgary, wo sie Karin Enke und Andrea Ehrig (Schöne) auf die nachfolgenden Plätze verwies. Zusammen mit den beiden gab sie nach der Saison 1987/88 offiziell ihren Rücktritt bekannt.

Gabi Zange startete für den SC Karl-Marx-Stadt (Nachfolgeverein: Eisschnelllauf Club Chemnitz) und trainierte bei Alfred Unterdörfel und dem Dresdner Erfolgscoach Rainer Mund. Nach ihrer Sportlerlaufbahn wurde sie Physiotherapeutin.
Zum Abschluss ihrer sportlichen Laufbahn wurde sie 1988 mit dem Vaterländischen Verdienstorden in Silber ausgezeichnet.

## Weitere Erfolge
Europameisterschaften – Mehrkampf
- 1 × Gold (1984)
- 1 × Bronze (1981)

DDR-Meisterschaften – Mehrkampf
- 2 × Silber (1981; 1983)
- 1 × Bronze (1982)

DDR-Meisterschaften – Einzel
- 1500 m
  - 1 × Gold (1985)
  - 2 × Bronze (1983; 1986)
- 3000 m
  - 2 × Silber (1980; 1983)
  - 1 × Bronze (1986)
- 5000 m
  - 2 × Silber (1985; 1986)
  - 1 × Bronze (1983)